# Апіан (місячний кратер)
Кратер Апіан (лат. Apianus) — ударний кратер у гірській, південній материковій частині видимої сторони Місяця . Назва присвоєно на честь німецького механіка та астронома Петера Апіана (1495—1552) та затверджено Міжнародним астрономічним союзом у 1935 р. Освіта кратера відноситься до донектарського періоду  .

## Опис кратера

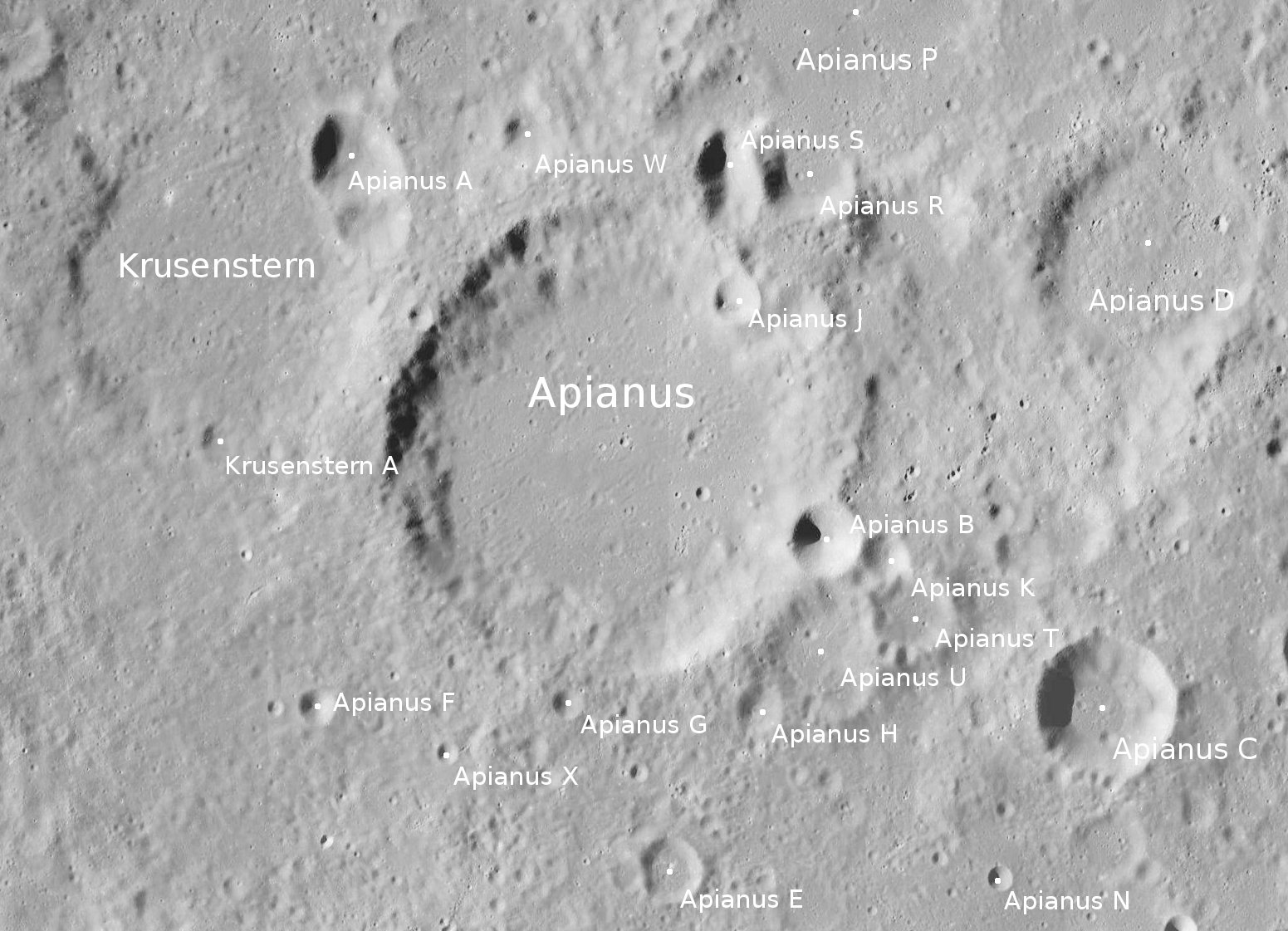
Околиці кратера Апіан. Знімок зонда Lunar Reconnaissance Orbiter.

Найближчими сусідами кратера є кратер Вернер на заході; кратери Крузенштерн та Бланкін на північному заході; кратер Плейфер на північно-північному сході; кратер Пуассон на південному сході; кратер Аліацензій на південному заході  . Селенографічні координати центру кратера 26°58′ пд. ш. 7°52′ сх. д. / 26.96° пд. ш. 7.87° сх. д. 26°58′ пд. ш. 7°52′ сх. д. / 26.96° пд. ш. 7.87° сх. д. 26°58′ пд. ш. 7°52′ сх. д. / 26.96° пд. ш. 7.87° сх. д. 26°58′ пд. ш. 7°52′ сх. д. / 26.96° пд. ш. 7.87° сх. д., діаметр 63 км , глибина 2,7 км  .
Вал кратера сильно еродований наступними імпактами, має терасоподібну форму, невеликі кратери перекривають північно-східну та південно-східну частини валу. Північна частина валу частково зруйнована, невеликим зниженням місцевості. Висота валу над місцевістю становить 1230 м , на північному заході близько 3000 м  . Дно чаші кратера порівняно плоске, має сферичний профільний бік; центральна сторона та помітні структури відсутні. Обсяг кратера становить 3400 км  .

## Сателітні кратери

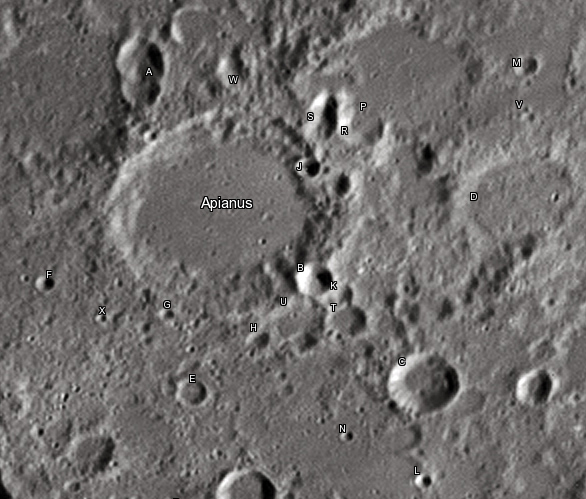
Знімок Девіда Кемпбелла.

| Апиан | Координаты                                                | Диаметр, км |
| ----- | --------------------------------------------------------- | ----------- |
| A     | 25°42′ пд. ш. 6°31′ сх. д. / 25.70° пд. ш. 6.52° сх. д.   | 13,1        |
| B     | 27°24′ пд. ш. 8°59′ сх. д. / 27.40° пд. ш. 8.99° сх. д.   | 10,2        |
| C     | 28°08′ пд. ш. 10°28′ сх. д. / 28.13° пд. ш. 10.46° сх. д. | 19,6        |
| D     | 26°05′ пд. ш. 10°40′ сх. д. / 26.08° пд. ш. 10.66° сх. д. | 33,7        |
| E     | 28°51′ пд. ш. 8°11′ сх. д. / 28.85° пд. ш. 8.19° сх. д.   | 8,4         |
| F     | 28°08′ пд. ш. 6°20′ сх. д. / 28.14° пд. ш. 6.33° сх. д.   | 5,4         |
| G     | 28°07′ пд. ш. 7°38′ сх. д. / 28.12° пд. ш. 7.64° сх. д.   | 4,0         |
| H     | 28°09′ пд. ш. 8°38′ сх. д. / 28.15° пд. ш. 8.64° сх. д.   | 6,6         |
| J     | 26°20′ пд. ш. 8°31′ сх. д. / 26.33° пд. ш. 8.52° сх. д.   | 6,7         |
| K     | 27°29′ пд. ш. 9°19′ сх. д. / 27.48° пд. ш. 9.31° сх. д.   | 6,4         |
| L     | 29°07′ пд. ш. 10°51′ сх. д. / 29.12° пд. ш. 10.85° сх. д. | 4,7         |
| M     | 24°47′ пд. ш. 10°17′ сх. д. / 24.78° пд. ш. 10.29° сх. д. | 7,0         |
| N     | 28°53′ пд. ш. 9°55′ сх. д. / 28.89° пд. ш. 9.91° сх. д.   | 3,5         |
| P     | 25°17′ пд. ш. 9°08′ сх. д. / 25.29° пд. ш. 9.13° сх. д.   | 41,6        |
| R     | 25°47′ пд. ш. 8°53′ сх. д. / 25.79° пд. ш. 8.89° сх. д.   | 13,1        |
| S     | 25°49′ пд. ш. 8°28′ сх. д. / 25.81° пд. ш. 8.47° сх. д.   | 24,0        |
| T     | 27°44′ пд. ш. 9°27′ сх. д. / 27.73° пд. ш. 9.45° сх. д.   | 11,5        |
| U     | 27°55′ пд. ш. 8°59′ сх. д. / 27.91° пд. ш. 8.98° сх. д.   | 16,8        |
| V     | 25°11′ пд. ш. 10°24′ сх. д. / 25.19° пд. ш. 10.40° сх. д. | 3,2         |
| W     | 25°36′ пд. ш. 7°28′ сх. д. / 25.60° пд. ш. 7.46° сх. д.   | 9,7         |
| X     | 28°20′ пд. ш. 7°01′ сх. д. / 28.34° пд. ш. 7.02° сх. д.   | 3,1         |